# Hemichordata (classification phylogénétique)
Cette page présente un arbre phylogénétique des Hemichordata (Hémicordés), c'est-à-dire un cladogramme mettant en lumière les relations de parenté existant entre leurs différents groupes (ou taxa), telles que les dernières analyses reconnues les proposent. Ce n'est qu'une possibilité, et les principaux débats qui subsistent au sein de la communauté scientifique sont brièvement présentés ci-dessous, avant la bibliographie.

## Arbre phylogénétique
Le cladogramme présenté ici ne possède qu'une valeur indicative. Il n'est pas forcément consensuel, et on peut toujours se référer à la bibliographie au bas de l'article.
Le symbole ▲ renvoie à la partie immédiatement supérieure de l'arbre phylogénétique du vivant. Le signe ► renvoie à la classification phylogénétique du groupe considéré. Tout nœud de l'arbre portant plus de deux branches montre une indétermination de la phylogénie interne du groupe considéré.
Les habitudes typographiques des botanistes et des zoologistes sont différentes. Ici, par commodité de lecture, et certains groupes actuels relevant des deux domaines traditionnels, les noms de taxons supérieurs au genre sont tous écrits en caractères droits, les noms de genres ou d'espèces en italiques.
À la suite d'un taxon, sa période d'apparition, quand elle est connue, peut être indiquée suivant la légende suivante :
(Plé) : Pléistocène ; (Pli) : Pliocène ; (Mio) : Miocène ; (Oli) : Oligocène ; (Éoc) : Éocène ; (Pal) : Paléocène ; (Cré) : Crétacé ; (Jur) : Jurassique ; (Tri) : Trias ; (Per) : Permien ; (Car) : Carbonifère ; (Dév) : Dévonien ; (Sil) : Silurien ; (Ord) : Ordovicien ; (Camb) : Cambrien ; (Edi) : Édiacarien. Pour plus de précision si possible, (-) : inférieur ; (~) : moyen ; (+) : supérieur.

```
▲

└─o 
Hemichordata

  ├─o 
Planctosphaeridae

  └─o 
Enteropneusta
 
(paraphylétique)

    └─o 
Graptolithina

      ├─o 
Cephalodiscida

      ├─o 
Rhabdopleuroidea

      └─o 
Graptolitha
 (éteint)
        ├─o 
Dendroidea
 (éteint)
        ├─o 
Tuboidea
 (éteint)
        ├─o 
Camaroidea
 (éteint)
        └─o 
Graptoloidea
 (éteint)
```

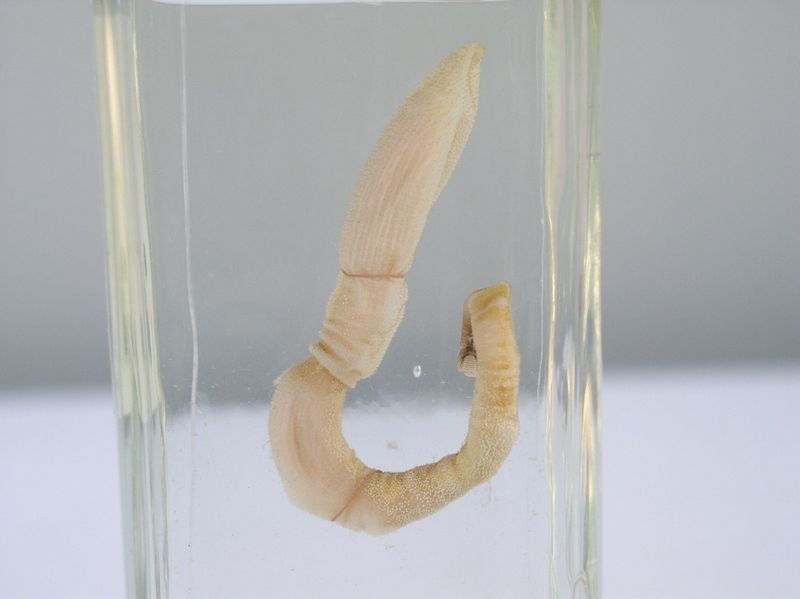
Hemichordé moderne
Spirograptus spiralis (fossile du Silurien, Guadalajara, Espagne)
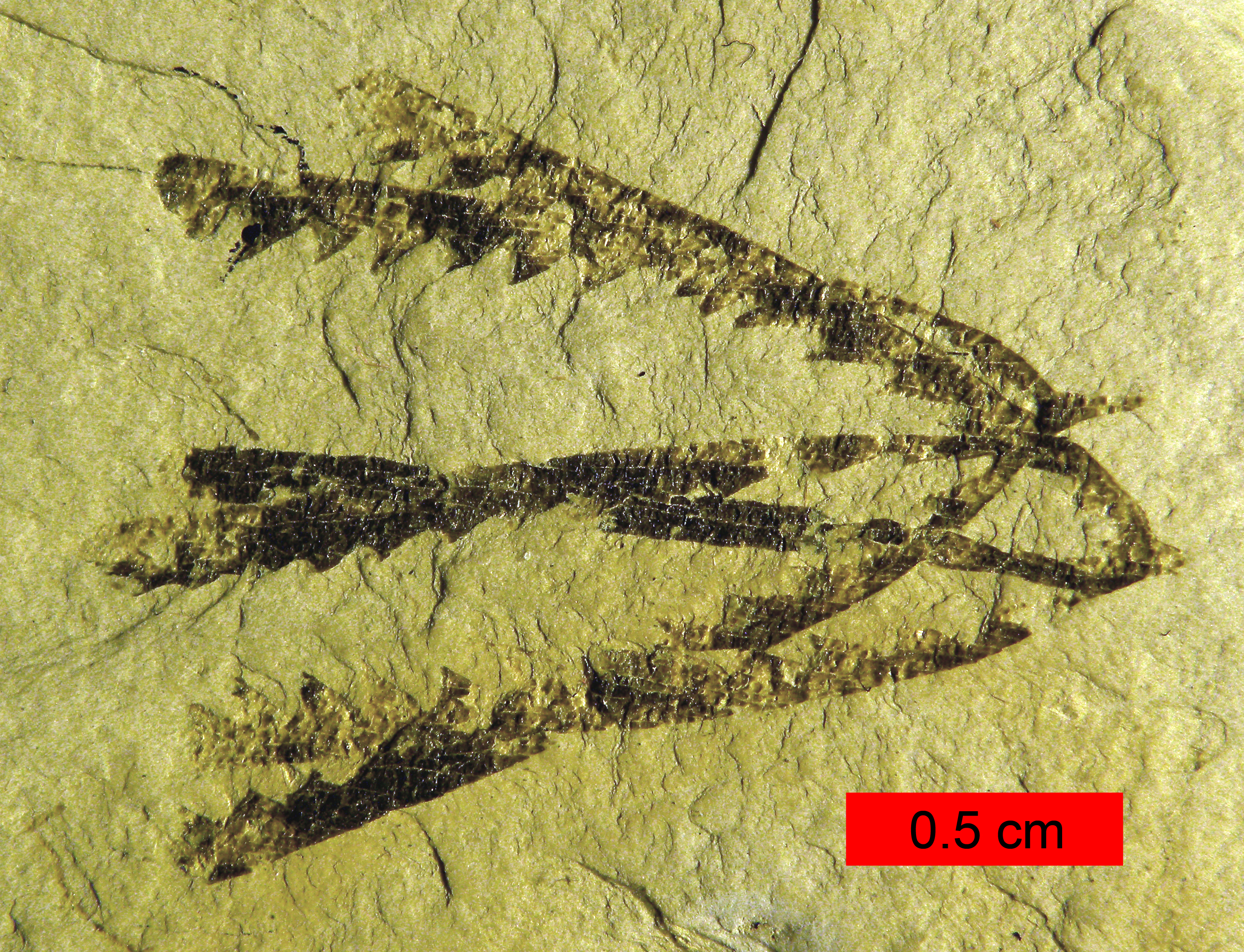
Pendeograptus fruticosus (fossile de l'Ordovicien, Australie

## Débat scientifique relatif à la phylogénie desHemichordata
Au sein de ce clade, les Ptérobranches sont polyphylétiques et les Entéropneustes paraphylétiques : les Planctosphéridés ont été séparés des premiers, qui sont vraisemblablement le groupe frère des Harrimaniidés au sein des seconds, et comprennent également les Graptolithes.
La place des Hémicordés parmi les Deutérostomiens est discutée : ils sont rangés parmi les Ambulacraires avec les Échinodermes, ou parfois parmi les Pharyngotrèmes avec les Chordés. Leur monophylie a même été mise en doute, au profit d'un rapprochement avec les Lophophoriens, avant que ces derniers ne soient (définitivement ?) considérés comme des Protostomiens.